# Franz Neelmeyer
Peter Franz Neelmeyer (* 4. August 1868 in Bremen; † 7. Oktober 1941 ebenda) war ein deutscher Bankkaufmann und Inhaber des Bremer Bankhauses Neelmeyer & Co.

## Biografie
Neelmeyer war der Sohn des Bremer Schiffsmaklers Carl Ludwig Neelmeyer und dessen Ehefrau Catharina, einer Tochter des Schmiedemeisters Peter Müller aus Vegesack. Er besuchte die Bremer Handelsschule und absolvierte eine kaufmännische Lehre. Mit der Mittleren Reife wurde er Lehrling bei einer Spedition Garrels, später beim Contor Roesingh & Mummy.
Danach leistete er seinen Militärdienst als Einjährig-Freiwilliger beim 6. Thüringischen Infanterie-Regiment Nr. 95. Beim Effekten- und Fondsmakler J. H. Rowohlt, dem Vater von Ernst Rowohlt, fand er danach sein Betätigungsfeld und erhielt dort 1890 mit 20 Jahren Prokura.

### Bankhausgründer
1907 gründete er seine eigenes Maklergeschäft im Haus Obernstraße 10. Zunächst wurden Börsengeschäfte getätigt; später kamen Arbitrargeschäfte hinzu. 1923 entstand in Verbindung mit der Oldenburgischen Spar- und Leihbank die Bank P. Franz Neelmeyer & Co. als Kommanditgesellschaft mit den Teilhabern Heinrich Landwehr und Hermann Leverenz. Der Sitz der Bank war nun am Bremer Marktplatz (Am Markt 14) in einem Haus, das noch der Sparkasse Bremen gehörte. 1924 war der Sitz im Haus Buchtstraße 67/68 (an der Ecke zur Sandstraße). Das Geschäftsvolumen weitete sich deutlich aus. 1927 wurde das Gebäude Am Markt 14 gekauft. Die Weltwirtschaftskrise ab 1929 konnte die junge Bank überwinden. 1938 wurden 13 neue Kommanditisten in die Bankgesellschaft aufgenommen.

### Weitere Bankentwicklung
Nach dem Tod des Bankgründers und der Zerstörung des Bankgebäudes 1944 wurde 1953/1954 Am Markt 14 bis 16 ein Neubau errichtet, der heute auf der Denkmalliste steht. Die Bank wurde 1964 in eine Aktiengesellschaft umgewandelt. Mehrheitsaktionär war die Sparkasse, deren Aktien in den 1980er Jahren auf die Bayerische Hypotheken- und Wechsel-Bank übergingen. 1996 wurde die Vereins- und Westbank AG in Hamburg Alleinaktionärin, die später in der Bayerischen Hypo- und Vereinsbank AG aufging.

### Ehrungen
Die nach ihm benannte Peter Franz Neelmeyer-Stiftung zur Förderung von Wissenschaft und Forschung im Land Bremen ist eine Gründung der Bankhaus Neelmeyer AG.